# Percival Wallace Midgley
Percival Wallace Midgley   (Saffron Walden, 18 de juliol de 1889 - Barcelona, 17 de setembre de 1949) fou un futbolista anglès de la dècada de 1910.

## Trajectòria
Fou germà petit del també futbolista Charles Wallace. Arribà a la ciutat de Barcelona l'any 1910 i s'hi quedà la resta de la seva vida. Aquest mateix any ingressà al FC Barcelona on també hi jugava el seu germà. El 1911 alguns jugadors del Barcelona abandonaren l'entitat per divergències econòmiques. Percival fitxà pel RCD Espanyol, juntament amb el seu germà i poc abans de finalitzar l'any ambdós ingressaren al Casual SC, juntament amb altres dissidents barcelonistes com Josep Quirante i Carles Comamala. El 1913 el Casual desaparegué i els germans Wallace retornaren de nou al FC Barcelona. En total Percival disputà 70 partits en els quals marcà 44 gols al Barcelona. Acabà la seva carrera de nou a l'Espanyol el 1916.

## Palmarès
FC Barcelona
- Campionat d'Espanya de futbol:
  - 1909-10
- Campionat de Catalunya de futbol:
  - 1910-11
- Copa dels Pirineus:
  - 1910-11

RCD Espanyol
- Campionat de Catalunya de futbol:
  - 1911-12